# Telecom 2A
Telecom 2A – satelita telekomunikacyjny należący do publicznego francuskiego operatora telekomunikacyjnego France Télécom.
Telecom 2A został wyniesiony na orbitę 16 grudnia 1991. Znajduje się na orbicie geostacjonarnej (nad równikiem). Pracował na 3. stopniu długości geograficznej wschodniej oraz 8. stopniu długości geograficznej zachodniej. 11 marca 2007 znajdował się na pozycji 111,59°E, dryfując z prędkością 4,763°W na dobę.
Obecnie z tego satelity nie jest już prowadzona transmisja programów.